# Polizeiruf 110: Verlockung
Verlockung ist ein deutscher Kriminalfilm von Gunter Friedrich aus dem Jahr 1985. Der Fernsehfilm erschien als 100. Folge der Filmreihe Polizeiruf 110.

## Handlung
Sven Seidel, Sohn des Leiters des Post- und Fernmeldeamts Potsdam Wolfgang Seidel, ist künstlerisch begabt. In seiner Freizeit modelliert er Figuren aus Ton und würde am liebsten auf der Kunsthochschule studieren, doch setzt sein Vater durch, dass Sven Postangestellter wird. Schon der Großvater arbeitete bei der Post, sodass Sven nicht zuletzt eine Familientradition aufrechterhalten soll. Für die Arbeit interessiert er sich jedoch kaum, kommt häufig zu spät und verbringt die meiste Zeit damit, die Postangestellte Monika zu beobachten, in die er sich verliebt hat. Er ist ihr zu langweilig und so wird aus ihr und dem vorbestraften Fahrer Ebert ein Paar. Sven findet nur in Gerhard Frohberger, dem Leiter des kleinen Postamtes Grünstedt, einen Vertrauten. Frohberger unterstützt Svens künstlerische Ambitionen, schenkt ihm einen Brennofen für die Tonfiguren und regt an, dass Sven im Betrieb einen Keramikzirkel ins Leben ruft.
Eines Tages fehlt in einer Postsendung aus Neuendorf die Wertsendung in Höhe von 10.000 Mark. Sie wurde ordnungsgemäß losgeschickt, kam jedoch in Grünstedt nie an. Die Ermittler unter der Leitung von Hauptmann Peter Fuchs rekonstruieren den Abladevorgang und es wird deutlich, dass die Sendung mehrere Minuten unbeachtet auf der Laderampe stand. Später verließen sowohl Sven als auch sein Kollege Hugo Zander einmal den Raum, während die Sendung aus Neuendorf bearbeitet wurde. Im Müll findet sich die Plombe der Post, deren Schnüre ordnungsgemäß einmal durchschnitten wurden. Die Ermittler stehen vor einem Rätsel.
Sven gesteht seiner Mutter Elke, dass er den kleinen Geldsack an sich nahm, da er sich unbedingt einen Brennofen für die Tonfiguren kaufen wollte. Unerwarteterweise war er am Tag des Diebstahls mit Freunden bei Frohberger zu Gast. Er verbarg den Geldsack unter seinem Anorak, den er jedoch in der Wohnung abgeben musste. Den Geldsack versteckte Sven hinter der Rohrverkleidung auf Frohbergers Toilette, wo er herunterrutschte und nun nur noch durch Aufschrauben der Rohrverkleidung geborgen werden kann. Frohberger weiß nicht, dass das Geld in seiner Wohnung liegt. Dass er Sven kurz nach dem Diebstahl einen eigenen Brennofen schenkte, war reiner Zufall. Sven plant, den Geldsack heimlich aus dem Versteck zu holen, als er den Brennofen aus Frohbergers Wohnung abholt, doch lässt dieser ihn nicht ins Bad. Da Frohberger in einer zum Postgebäude zugehörigen Wohnung lebt, sind sämtliche Etagen mehrfach gesichert. Anders als mit Frohbergers Erlaubnis kommt man nicht bis zu seiner Wohnungstür. Nun wird Wolfgang Seidel in Svens Tat eingeweiht. Er ist entsetzt, sieht er doch auch seinen guten Namen in Gefahr. Er verspricht Sven, alles in Ordnung zu bringen.
Elke Seidel arbeitet bei der PGH Aufbau und lässt eigenmächtig ein Gerüst am Postgebäude errichten. Über das Gerüst soll Wolfgang bei Gelegenheit durch ein Außenfenster in Frohbergers Wohnung eindringen und den Geldsack aus dem Badezimmer holen. Es kommt jedoch anders: Das Gerüst steht und Frohberger wird spontan zu einem Außentermin gerufen. Sven dringt nach Dienstschluss in Frohbergers Wohnung ein und schraubt die Verkleidung im Bad auf. Er ist fast fertig, als Frohberger betrunken vorzeitig nach Hause kommt. Sven flüchtet durch das offene Fenster, doch kann Frohberger ihn auf dem Gerüst fassen. Bei einer Rangelei stürzt Frohberger mehrere Stockwerke in die Tiefe und bleibt reglos liegen. Eine Postmitarbeiterin ruft den Krankenwagen. Sven befürchtet, Frohberger umgebracht zu haben, doch erhält Wolfgang einen Anruf, dass Frohberger schwer verletzt überlebt habe. Später wird deutlich, dass er sich an nichts erinnern kann. Wolfgang deklariert den Geldsack als Fehlleitung der Post, sodass das Geld nach kurzer Zeit im regulären Postkreislauf auftaucht. Sven hat starke Gewissensbisse, die jedoch von seinen Eltern kleingeredet werden. Am Ende sei ja nichts passiert.
Eines Tages erfährt Wolfgang, dass Frohberger seinen Verletzungen erlegen ist. Sven will sich nun endlich der Polizei stellen, doch verbietet ihm Wolfgang, das Leben der Familie durch diese Aktion zu zerstören. In zahlreichen Tonfiguren hat Sven den Sturz Frohbergers dargestellt. Er nimmt die Figuren an sich und flieht. Sein Weg endet auf dem Gerüst am Postgebäude. Er reiht die Figuren vor sich auf und wirft eine nach der anderen in die Tiefe. Eine Anwohnerin hat die Polizei alarmiert, die längst Sven als Täter unter Verdacht hatte. Seine Schuhspuren fanden sich auf dem Gerüst und Fingerabdrücke in Frohbergers Wohnung. Eine vergessene Tonfigur in Svens Zimmer zeigte zudem einen Mann, der einen Geldsack in seinem Mantel verschwinden lässt. Nun wird das Haus umstellt und Polizisten dringen heimlich bis in Frohbergers Wohnung vor. Sven bekennt auf dem Gerüst stehend seine Schuld und klagt seinen Vater an, die Tat für ihn vertuscht zu haben. Er will springen, wird jedoch von den Polizisten festgehalten und verhaftet. Der Polizeiwagen fährt mit ihm davon. Allein zurück bleiben Wolfgang und Elke Seidel.

## Produktion
Verlockung wurde vom 15. Oktober bis 15. Dezember 1984 u. a. in Berlin-Köpenick und Umgebung, Potsdam, Hennigsdorf, Velten und Königs Wusterhausen gedreht. Die Kostüme des Films schuf Karin Pas, die Filmbauten stammen von Reinhard Wiegand. Der Film erlebte am 29. September 1985 im 1. Programm des Fernsehens der DDR seine Fernsehpremiere. Die Zuschauerbeteiligung lag bei 58,8 Prozent.
Es war die 100. Folge der Filmreihe Polizeiruf 110. Hauptmann Peter Fuchs ermittelte in seinem 58. Fall.